# Tamaulipa
Tamaulipa es un género monotípico de plantas de la familia Asteraceae. Su única especie: Tamaulipa azurea es originaria de Estados Unidos.

## Descripción
Las plantas de este género solo tienen disco (sin rayos florales) y los pétalos son de color blanco, ligeramente amarillento blanco, rosa o morado (nunca de un completo color amarillo).
Es un arbusto que alcanza un tamaño de  200-300 cm de altura, trepadora y extendía sobre otras plantas. Tiene tallos erectos o trepadores, intrincadamente ramificada (a menudo frágil, glabra o casi, no viscosa). Las hojas caulinares; contrarias, pecioladas, láminas generalmente 3-nervadas, deltadas, márgenes dentados. Capitulescencia discoide, en corimbos. Los involucros obconicos a  hemisféricos, de 5-7 mm. Lis filarios persistentes, 30-35 en 2 - 3 + serie, oscuramente nervados, lanceoladas a subuladas, desigual. Receptáculos convexos a cónicos. Floretes 30-50 +; corolas generalmente azul a lavanda, a veces blanca, con gargantas de embudo. Aquenios prismáticos, 5-6-nervada; vilano persistente, con 35 cerdas barbadas en una serie. Tiene un número de cromosomas de x = 10.

## Distribución
Se encuentra en Texas y nordeste de México.

## Taxonomía
Tamaulipa azurea fue descrita por  (DC.) R.M.King & H.Rob.  y publicado en Phytologia 22(3): 154. 1971.
Sinonimia
- Eupatorium ageratifolium var. acuminatum J.M.Coult.
- Eupatorium azureum DC. basónimo[7]